# Miloš Tomić
Miloš Tomić (serbe : Милош Томић) est un rameur serbe, né le 2 avril 1980.

## Palmarès

### Jeux olympiques
- 2004 à Athènes,  Grèce
  - 7e en quatre de pointe poids légers

### Championnats du monde d'aviron
- 2009 à Poznań,  Pologne
  -  Médaille de bronze en deux de pointe poids légers

### Championnats d'Europe d'aviron
- 2007 à Poznań,  Pologne
  -  Médaille d'argent en quatre de pointe poids légers
- 2008 à Marathon,  Grèce
  -  Médaille de bronze en quatre de pointe poids légers
- 2009 à Brest,  Biélorussie
  -  Médaille de bronze en quatre de pointe poids légers